# Сакарья (месторождение)
Сака́рья (тур. Sakarya) — месторождение газа в пределах континентального шельфа Турции в Чёрном море. Расположено в 155 км от побережья, около порта Фильос.
Открыто 21 августа 2020 года. 13 июня 2022 года началось строительство газопровода по дну моря до месторождения.
На месторождении залегает малосернистый газ. Запасы месторождения оцениваются в 540 млрд м³. 
Первые поставки газа запланированы на начало 2023 года. Прогнозируемый объём добычи — 10 млн м³ в сутки, что составит 3,5-4 млрд м³ в год. К 2027 году планируется добыча 15 млрд м³ газа в год.